# Marc Wilson
Marc David Wilson (nascut el 17 d'agost de 1987) és un futbolista irlandès que juga com a defensa o migcampista amb l'Stoke City de la Premier League i la selecció irlandesa.